# Мартин, Строзер
Строзер Мартин (англ. Strother Martin; 26 марта 1919 — 1 августа 1980) — американский актёр кино и телевидения, наиболее известный по роли капитана охраны в тюремной драме «Хладнокровный Люк» (1967), сказавшего фразу «В данном случае мы имеем отсутствие взаимопонимания», включённую в список «100 известных цитат из американских фильмов за 100 лет по версии AFI».

## Молодость
Строзер Мартин-младший родился в городе Кокомо, штат Индиана. В детстве он преуспел в плавании и прыжками в воду, и за свою опытность в прыжках получил прозвище «Т-Боун Мартин». В 17 лет выиграл Национальное юниорское первенство по прыжкам в воду. Во время Второй мировой войны служил инструктором по плаванию в ВМС США, а также был членом команды Мичиганского университета по прыжкам в воду. В 1948 году участвовал в Национальном конкурсе по этому виду спорта в надежде получить место в олимпийской сборной, но занял лишь третье место.

## Карьера
После войны Мартин переехал в Лос-Анджелес. Там работал в качестве инструктора по плаванию и был в массовке в водных сценах фильмов. Спустя некоторое время он начал получать небольшие роли в кино («Шторм над Тибетом», 1952) и на телевидении, оказавшись в таких сериалах, как Frontier, The Gray Ghost, Crusader, Дымок из ствола, Boots and Saddles (1958) и Закон и мистер Джонс (1960). В 1966 году он дважды сыграл кузена Флетча в комедийном телевестерне Шулера. Тогда же исполнил роль горного инженера в эпизоде научно-фантастического сериала Потерянные в космосе. Среди его киноработ в начале карьеры можно отметить фильмы «Асфальтовые джунгли» (1950, в титрах не указан), «Целуй меня насмерть» (1955), «Смертельные попутчики» (1961) и «Шенандоа» (1965)
Пронзительный голос Мартина и его угрожающее поведение сделало его идеальным выбором на роли злодеев во многих известных вестернах 1960-х и 1970-х годов, в том числе «Кавалеристы» (1959) и «Человек, который застрелил Либерти Вэланса» (1962). К концу 1960-х годов Мартин был знаменит едва ли не так же, как и многие звёзды Голливуда. В 1972 году он сыграл дядю героя Джеймса Гарнера в эпизоде «Захария» сериала Nichols. В 1980 в фильме «Тайна Николы Теслы» сыграл роль Джорджа Вестингауза
Вместе с Генри Фондой, Ричардом Дрейфусом, Глорией Грэм и Джейн Александер принял участие в постановке пьесы Уильяма Сарояна «В горах моё сердце». Премьера спектакля состоялась 17 марта 1972 года в театре Huntington Hartford Theater в Лос-Анджелесе.
Мартин появился во всех трёх классических вестернах, выпущенных в 1969 году: «Дикая банда» Сэма Пекинпы (кровожадный охотник за головами Коффер), «Бутче Кэссиди и Санденсе Киде» Джорджа Роя Хилла (боливийский работодатель двух главных героев Перси Гаррис) и «Настоящего мужества» Генри Хэтэуэя (полковник Г. Стоунхилл). В следующем году он снова снялся у Пекинпы — в фильме «Баллада о Кэйбле Хоге».
Помимо прочего Мартин исполнил главные роли в фильмах «Ханни Колдер», «Братство Сатаны» (оба — 1971), «Карманные деньги» (1972, с Полом Ньюманом и Ли Марвином) и «SSSSSSS» (1973). Мартин позже появился в другом фильме Джорджа Роя Хилла, «Удар по воротам» (1977), вновь поработав с Ньюманом, представ на сей раз в образе главного менеджера хоккейного клуба. Мартин и Ньюман сыграли вместе в шести лентах. Такое же количество общих киноработ у Строзера и с Джоном Уэйном. Сыграл Арнольда Стоунера, отца Энтони Стоунера (Томми Чонг), в комедии «Укуренные» (1978). Также сыграл в фильмах «Уличный боец» (1975) с Чарльзом Бронсоном, «Чемпион» Франко Дзеффирелли и «Любовь и пули» (оба — 1979). В 1980 в фильме «Тайна Николы Теслы» сыграл роль Джорджа Вестингауза.

## Личная жизнь и смерть
С 1967 года и до своей смерти был женат на Хелен Миселс-Мартин. Умер от сердечного приступа в 1980 году. Его вдова, которая была на 10 лет его старше, умерла в 1997 году. Их прах покоится в колумбарии Radiant Dawn на кладбище Голливуд-Хиллз, Калифорния.